# اثبات‌گرایی منطقی
اثبات‌گرایی منطقی یا پوزیتیویسم منطقی نوعی از پوزیتیویسم جدید است که اثبات‌گرایی را می‌پذیرد. پوزیتیویسم منطقی نظریه‌ای است معرفت‌شناسانه که تجربه‌گرایی قوی -که عبارت است از این رأی که منشأ همهٔ شناخت‌ها حواس تجربی است- را با منطق ریاضی ترکیب می‌کند، و معتقد است که درستی هر گزارهٔ علمی صادق باید قابل اثبات باشد. اثبات‌گرایی منطقی به‌طور جدایی‌ناپذیر با مدل قانونی عام برای تبیین علمی گره خورده‌است. پوزیتیویسم منطقی که دیدگاه حلقهٔ وین به‌شمار می‌رفت گونه‌ای از فلسفه تحلیلی است که در فلسفهٔ انگلیسی-آمریکایی به ویژه از ۱۹۳۰ تا دههٔ ۱۹۶۰ حکم‌فرما بود. از چهره‌های مشهور این نگرش می‌توان به رودلف کارناپ و صاحبنظران جدیدتری چون مایکل فریدمن اشاره کرد.

## افراد
- فیلیپ فرانک
- موریتس شلیک
- کورت گودل
- لودویگ ویتگنشتاین
- کارل پوپر